# Paul Virilio
Paul Virilio (París, 4 de gener de 1932 - 10 de setembre de 2018) va ser un teòric cultural i urbanista conegut pels seus escrits sobre la tecnologia i com aquesta ha estat desenvolupada en relació amb la velocitat i el poder, amb referències a l'arquitectura, les arts, la ciutat i l'exèrcit.

## Biografia
Virilio era fill de pare comunista italià i mare catòlica bretona. La Segona Guerra Mundial el va marcar profundament, atès que la ciutat de Nantes va ser objectiu de la guerra llampec nazi, presa com a port de la marina alemanya i bombardejada després per avions britànics i estatunidencs. Així, «la guerra va ser la meva universitat». Després de formar-se a l'École des Métiers d'Art, Virilio es va especialitzar en el treball en vitralls i va treballar al costat de Henri Matisse en esglésies de París. Després de ser reclutat per l'Exèrcit francès durant la guerra d'Independència d'Algèria, Virilio va estudiar fenomenologia amb Maurici Merleau-Ponty a La Sorbona.
El 1958, Virilio va dur a terme una investigació fenomenològica de l'organització militar. Es va interessar especialment pel Mur Atlàntic, els 15.000 búnquers construïts per l'organització Todt durant la Segona Guerra Mundial al llarg de la costa nord francesa, dissenyada per repel·lir un eventual assalt dels aliats.
El 1963 va començar a col·laborar amb l'arquitecte Claude Parent i va formar el grup Architecture Principe. Entre el reduït grup de participants es trobaven els arquitectes François Seigneur i Jean Nouvel.
Després de participar en la revolta de Maig del 1968, Virilio va ser nomenat professor pels estudiants de l'École Speciale d'Architecture. El 1973 es va convertir en cap d'estudis. Aquell mateix any, Virilio va començar a dirigir la revista L'Espace Critique. El 1975 va coorganitzar l'exhibició Bunker d'Archeologie al Museu d'Arts Decoratives de París, una col·lecció de textos i imatges relatives a la Muralla de l'Atlàntic. Des d'aquella època els seus treballs foren àmpliament publicats, traduïts i antologitzats.
El 1998 es va retirar de l'ensenyament i únicament dictà seminaris. Els seus últims projectes inclouen el treball amb grups de persones sense llar de París i la construcció del primer Museu de l'Accident.

## Pensament

### El «model de guerra»
Virilio va desenvolupar el que anomenà el «model de guerra» de la ciutat moderna i la societat humana en general, i és l'inventor del terme «dromologia», que significa la lògica de velocitat que és la fundació de la societat tecnològica i comporta que els projectes militars i tecnològics guien la història.
Al llarg dels seus llibres, les discussions polítiques i teològiques de l'anarquisme, el pacifisme i el catolicisme reapareixen com influències centrals del seu enfocament. El seu treball ha estat comparat amb el de Marshall McLuhan, Jean Baudrillard, Gilles Deleuze, Félix Guattari i Jean-Francois Lyotard, malgrat que moltes d'aquestes associacions són problemàtiques.

## Conceptes clau

### L'accident integral
Virilio creu que la tecnologia no pot existir sense la possibilitat d'accidents. Per exemple, la invenció de la locomotora contenia també la invenció del descarrilament. Veu l'accident com un creixement més aviat negatiu del positivisme social i el progrés científic. Creu que el creixement de la tecnologia, com la televisió, ens separa directament dels esdeveniments de l'espai real i en temps real. Perdem la saviesa de la visió del nostre horitzó immediat i complex substituït per l'horitzó indirecte del nostre entorn dissimulat.
Des d'aquest angle, l'accident pot ser mental descrit com una espècie de «meteorit fractal» l'impacte del qual es prepara en la foscor propícia, un paisatge d'esdeveniments que oculten col·lisions futures. Aristòtil va afirmar que «no hi ha ciència de l'accident», però Virilio no hi està d'acord, assenyalant la creixent credibilitat dels simuladors dissenyats per a escapar de l'accident, argumentant que és una indústria que neix de la unió profana de la ciència i el complex militar-industrial posterior a la Segona Guerra Mundial.
En l'huracà Katrina i els desastrosos esdeveniments que el van seguir, veié un bon exemple del seu concepte d'accident integral, que el va situar als ulls del món en un sol nexe de temps i lloc.

### Temps cronoscòpic
Virilio anomena «temps cronoscòpic» el temps propi de les tecnologies de la informació i la comunicació: pasem d'un temps històric a un temps instantani basat en l'actualitat, que es valora en relació amb allò subexposat, exposat i sobrexposat a les pantalles, i on l'experiència de l'«en temps real» s'imposa a la mateixa idea d'experiència, és a dir, a la memòria, fins a arribar a la sensació d'irrealitat permanent. En conseqüència, les noves tecnologies no ens han alliberat del temps productiu, sinó que ens mantenen més ocupats.

### Dromologia
La Dromologia, «ciència (o lògica) de la velocitat», és important quan es considera l'estructura de la societat amb relació a la guerra. «Qualsevol que controli el territori el posseeix. La possessió del territori no és primordialment un assumpte de lleis i contractes, sinó, primer i principalment, un assumpte de moviment i circulació».

### Logística de la percepció
Durant la guerra contemporània la logística no només implica el moviment de personal, tancs, combustible i altres, també implica el moviment d'imatges, tant des del camp de batalla com cap a ell. Virilio s'estén sobre la creació de la cadena CNN i el concepte de «rastrejador de notícies». El rastrejador captura imatges que envia a la CNN, la qual després les ha de transmetre al públic. Aquest moviment d'imatges pot començar un conflicte (l'autor fa servir l'exemple de l'escàndol que va genera les imatges de la brutal agressió policial a Rodney King). La logística de la percepció també es relaciona amb la transmissió televisiva de maniobres militars i les imatges de conflicte que són vistes no només pels televidents a casa sinó també pel personal militar involucrat en el conflicte. El «camp de batalla» també existeix com a «camp de percepció».

### Guerra de moviment
Per a Virilio, la transició del feudalisme al capitalisme va ser conduïda primerament no per polítiques i tecnologies de producció de riquesa sinó per mecanismes de guerra. Argumenta que la ciutat feudal, tradicionalment fortificada, va desaparèixer a causa de la creixent sofisticació de les armes i les possibilitats bèl·liques. Per a Virilio, el concepte de «guerra de setge» es va convertir en una «guerra de moviment». A Vitesse et Politique: essai de dromologie, argumenta que «la Història progressa a la velocitat dels seus avenços armamentístics».
| « | La velocitat de la llum no transforma merament el món. Es converteix en el món. La globalització és la velocitat de la llum. La velocitat és l'espai del vehicle. | » |

### Sobre l'autor
- Armitage, John, ed. Paul Virilio: From Modernism to Hypermodernism and Beyond. London: Sage, 2000.
- Redhead, Steve. Paul Virilio: Theorist for an Accelerated Culture. Edinburgh: Edinburgh University Press, 2004.
- Albarenga, Miguel- "La sociedad contemporánea en la óptica de Bauman y Virilio", Monografía, Montevideo, Facultad de Humanidades y Ciencias de la Educación, Psicosociología de las Instituciones, 2011.